# Agabus sikhotealinensis
Agabus sikhotealinensis är en skalbaggsart som först beskrevs av German Shlemovich Lafer 1988.  Agabus sikhotealinensis ingår i släktet Agabus och familjen dykare. Inga underarter finns listade i Catalogue of Life.